# Кристал Сити (Тексас)
Кристал Сити (енгл. Crystal City) град је у америчкој савезној држави Тексас. По попису становништва из 2010. у њему је живело 7.138 становника.

## Демографија
Према попису становништва из 2010. у граду је живело 7.138 становника, што је 52 (0,7%) становника мање него 2000. године.
| Група             | 2000.         | 2010.         |
| Белци             | 294 (4,1%)    | 169 (2,4%)    |
| Афроамериканци    | 48 (0,7%)     | 60 (0,8%)     |
| Азијати           | 7 (0,1%)      | 2 (0,0%)      |
| Хиспаноамериканци | 6.828 (95,0%) | 6.930 (97,1%) |
| Укупно            | 7.190         | 7.138         |